# Emile Jennissen

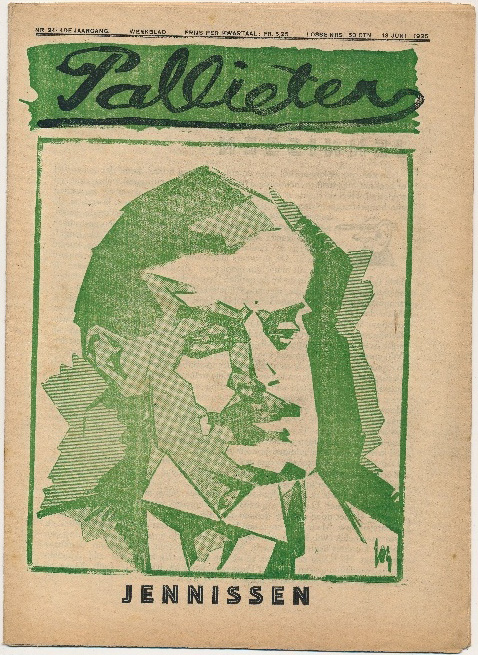
Jennissen (door Jos De Swerts 1925)

Emile Jean Hubert Jennissen (Luik, 11 november 1882 - 5 juni 1949) was een Belgisch liberaal politicus en minister.

## Levensloop
Jennissen promoveerde tot doctor in de rechten aan de Universiteit Luik en studeerde nog verder in Parijs. Hij vestigde zich vervolgens als advocaat in Luik.
In 1909 speelde hij een voortrekkersrol in de oprichting van de Amitiés françaises. In 1912 nam hij deel aan de oprichting van de Assemblée wallonne en sprak zich uit voor een federale organisatie van het land. Tijdens de Eerste Wereldoorlog verbleef hij in Frankrijk en nam deel aan de redactie van Opinion wallonne. Ook was Jennissen auteur van verscheidende publicaties, waaronder een presentatiebrochure van de Waalse Beweging, waarin hij de grieven tegenover Vlaanderen samenvatte en de verschillende strekkingen binnen de Waalse Beweging voorstelde.
Hij werd in 1922 verkozen tot liberaal lid van de Kamer van volksvertegenwoordigers voor het arrondissement Luik en vervulde dit mandaat tot in 1939. Er was toen heel wat discussie over het taalgebruik, onder meer in het leger. Jennissen was voorstander van afzonderlijke legereenheden, volgens taalgebruik. Omdat de Assemblée wallonne in meerderheid het unitarisme bleef voorstaan, trokken Jennissen en anderen zich hier uit terug en stichtten de Ligue d'Action wallonne de Liège. Hij nam van 1930 tot 1934 ook deel aan de activiteiten van de Concentration wallonne. Als voorstander van een strikte beperking van de tweetaligheid, stemde hij voor de taalwetten voor het gebruik van taal in bestuurszaken en onderwijs, maar verzette hij zich tegen de wetgeving over het taalgebruik in rechtszaken, omdat die volgens hem afbreuk zou doen aan de rechten van Walen die in Brussel werkzaam waren. Ook stemde hij in 1929 tegen de vernederlandsing van de Rijksuniversiteit Gent.
Hoewel zijn naam vaak vernoemd werd voor een ministerpost, was hij slechts een maand minister van Volksgezondheid, van januari tot februari 1939, een functie die hij uitoefende in de Regering-Spaak I. Bovendien was hij van 1926 tot aan zijn dood gemeenteraadslid en van 1932 tot 1946 schepen van Luik.
Tijdens de Tweede Wereldoorlog behoorde hij tot de kleine groep die het Congrès national wallon van oktober 1945 voorbereidde. Tot aan zijn dood bleef hij actief binnen Wallonie libre en als auteur van talrijke artikelen in Le Gaulois.

## Publicaties
- Le spectre allemand, 1906.
- Wallons-Flamands. Pour la séparation politique et administrative, 1911.
- Le mouvement wallon, son but, ses moyens d'action, ses tendances, son histoire, 1913.
- Comprendre. Brève histoire de l'Entre-Deux-Guerres, 1939.